# Macau (schiereiland)
Het schiereiland Macau is het oudste en meest dichtbevolkte deel van Macau (Volksrepubliek China). Het heeft een oppervlakte van 8,5 vierkante kilometer (5 bij 1,8 kilometer) en is geografisch verbonden met de provincie Guangdong door een landengte van 200 meter breed. De toegangspoort Portas do Cerco werd op de noordelijke landengte gebouwd en geeft vanuit het noorden toegang tot het schiereiland. Vanuit het zuiden is het schiereiland verbonden met het Macause eiland Taipa door middel van drie bruggen, van west naar oost de Ponte de Sai Van, de Ponte Governador Nobre de Carvalho en de Ponte da Amizade. Er zijn een westelijke binnenhaven en een oostelijke buitenhaven. De 93 meter hoge heuvel Guia is het hoogste punt van het schiereiland, welke zelf op een hoogte van gemiddeld 50 tot 75 meter ligt. Veel kustplaatsen zijn teruggewonnen op de zee. Het historische centrum van Macau dat geheel op het schiereiland Macau gelegen is, kreeg in 2005 een plek op de Werelderfgoedlijst.
Het schiereiland komt overeen met de historische Concelho de Macau, die verdeeld is in vijf regio's, bijgenaamd parochies, zonder autoriteit:
|  | Parochie van Onze-Lieve-Vrouw-van-Fatima (Freguesia de Nossa Senhora de Fátima) 花地瑪堂區 |
|  | Sint-Antoniusparochie (Freguesia de Santo António) 聖安多尼堂區 of 花王堂區                |
|  | Sint-Lazarusparochie (Freguesia de São Lázaro) 望德堂區                                    |
|  | Kathedraalparochie (Freguesia da Sé) 大堂區                                                |
|  | Sint-Laurensparochie (Freguesia de São Lourenço) 風順堂區 of 聖老愣佐堂區                  |

Aan de zuidzijde van het schiereiland bevinden zich twee kunstmatige meren: het Sai Vanmeer en het Nam Vanmeer. Aan de oostzijde van het schiereiland ligt de Hongkong-Macau Veerbootterminal
Gebouwen op het schiereiland zijn onder andere:
- Macau Wetenschapscentrum
- Templo de Kun Iam Tong